# Communauté de communes Fismes Ardre et Vesle
La Communauté de communes Fismes Ardre et Vesle (CCFAV) est une ancienne structure intercommunale française, située dans le département de la Marne.

## Historique
Conformément aux prévisions du schéma départemental de coopération intercommunale (SDCI) de la Marne du 15 décembre 2011, la Communauté de communes Fismes Ardre et Vesle est créée par arrêté préfectoral du 23 mai 2013 à compter du 1er janvier 2014, par fusion des communautés de communes CC des Deux Vallées du Canton de Fismes (9 communes) et de la  CC Ardre et Vesle (11 communes).
Ses communes ont intégré la communauté urbaine du Grand Reims le 1er janvier 2017.

## Territoire communautaire

### Composition
La communauté de communes d'une superficie de  167,34 km2 était composée des vingt communes suivantes :
| Nom                 | Code Insee | Gentilé        | Superficie (km2) | Population (dernière pop. légale) | Densité (hab./km2) |
| ------------------- | ---------- | -------------- | ---------------- | --------------------------------- | ------------------ |
| Fismes (siège)      | 51250      | Fismois        | 16,75            | 5 376 (2014)                      | 321                |
| Arcis-le-Ponsart    | 51014      |                | 15,43            | 309 (2014)                        | 20                 |
| Baslieux-lès-Fismes | 51037      | Baillotins     | 5,62             | 300 (2014)                        | 53                 |
| Bouvancourt         | 51077      | Bouvancourtois | 12,91            | 199 (2014)                        | 15                 |
| Breuil-sur-Vesle    | 51086      | Breuillois     | 6,46             | 351 (2014)                        | 54                 |
| Courlandon          | 51187      | Courlandonnais | 3,40             | 293 (2014)                        | 86                 |
| Courville           | 51194      | Courvillois    | 11,94            | 470 (2014)                        | 39                 |
| Crugny              | 51198      | Crugnatiens    | 12,46            | 623 (2014)                        | 50                 |
| Hourges             | 51294      | Hourgeois      | 4,34             | 80 (2014)                         | 18                 |
| Jonchery-sur-Vesle  | 51308      | Joncaviduliens | 3,20             | 1 856 (2014)                      | 580                |
| Magneux             | 51337      | Magneux        | 3,19             | 279 (2014)                        | 87                 |
| Mont-sur-Courville  | 51382      | Montois        | 5,94             | 136 (2014)                        | 23                 |
| Montigny-sur-Vesle  | 51379      | Ignymontois    | 9,46             | 518 (2014)                        | 55                 |
| Pévy                | 51429      |                | 7,40             | 225 (2014)                        | 30                 |
| Prouilly            | 51448      | Prouillousiens | 10,19            | 573 (2014)                        | 56                 |
| Romain              | 51464      |                | 8,46             | 337 (2014)                        | 40                 |
| Saint-Gilles        | 51484      | Saint-Gillois  | 6,37             | 280 (2014)                        | 44                 |
| Unchair             | 51586      | Unchairois     | 3,73             | 161 (2014)                        | 43                 |
| Vandeuil            | 51591      | Vandoliens     | 5,35             | 219 (2014)                        | 41                 |
| Ventelay            | 51604      |                | 14,74            | 259 (2014)                        | 18                 |

## Politique et administration

### Siège
L'intercommunalité a son siège à Fismes, 10 rue René Letilly.

### Élus
La Communauté de communes est administrée par son Conseil communautaire, composé, pour la mandature 2014-2020, de 44 conseillers communautaires, qui sont des conseillers municipaux  représentant chaque commune membre, à raison de : 
- 18 délégués pour Fismes (soit un délégué pour 300 habitants) ;
- 6 délégués pour Jonchery-sur-Vesle (soit un délégué pour 324 habitants) :
- 2 délégués pour Crugny (soit un délégué pour 300 habitants) et Prouilly (575 habitants) ;
- 1 délégué pour chacune des 16 communes plus petites[4].

### Liste des présidents
| Période      | Période       | Identité      | Étiquette | Qualité                                                                                              |
| ------------ | ------------- | ------------- | --------- | --- |
| janvier 2014 | décembre 2016 | Evelyne Velly |           | Maire de Saint-Gilles (2008 → ) Présidente de la CC des Deux Vallées du Canton de Fismes ( ? → 2013) |

### Compétences
L'intercommunalité exerce les compétences qui lui sont transférées par les communes membres, conformément aux dispositions légales.

### Régime fiscal et budget
La communauté de communes percevait une fiscalité additionnelle aux impôts locaux des communes, sans FPZ (fiscalité professionnelle de zone) et sans FPE (fiscalité professionnelle sur les éoliennes).